# Medjîbij
Medjîbij (în ucraineană Меджибіж) este o așezare de tip urban din raionul Letîciv, regiunea Hmelnîțkîi, Ucraina. În afara localității principale, mai cuprinde și satul Stavnîțea.

## Demografie
Componența lingvistică a așezării de tip urban Medjîbij
     Ucraineană (97%)
     Rusă (2,66%)
     Alte limbi (0,17%)
Conform recensământului din 2001, majoritatea populației așezării de tip urban Medjîbij era vorbitoare de ucraineană (97%), existând în minoritate și vorbitori de rusă (2,66%).

## Personalități născute aici
- Zośka Vieras (1892 - 1991), poetă bielorusă.